# Klimafiktion
Klimafiktion (English: Climate fiction, manchmal abgekürzt als Cli-Fi) ist Belletristik, die sich mit dem Klimawandel befasst. Werke der Klimafiktion sind im Allgemeinen spekulativer Natur, aber von der Klimawissenschaft inspiriert. Sie können in der Welt, wie wir sie kennen, in der nahen Zukunft oder in fiktiven Welten spielen, die deutlichere Auswirkungen des Klimawandels erleben. Das Genre ist größtenteils der Science-Fiction zuzuordnen und umfasst meist utopische oder dystopische Themen. Es entwirft mögliche Zukunftsszenarien basierend auf der Forschung zu den Auswirkungen des Klimawandels und spekuliert darüber, wie der Mensch auf diese und auf das Problem des Klimawandels reagieren könnte. Der Begriff „Cli-Fi“ wird im Allgemeinen dem freiberuflichen Nachrichtenreporter und Klimaaktivisten Dan Bloom zugeschrieben, der ihn 2007 oder 2008 geprägt hat. Verweise auf „Climate Fiction“ scheinen in den 2010er-Jahren erstmals aufgetaucht zu sein, obwohl der Begriff auch rückwirkend auf eine Reihe von Werken angewendet wurde. Zu den bekanntesten Autoren der Climate Fiction des 20. Jahrhunderts gehören J. G. Ballard und Octavia E. Butler, während dystopische Fiktion von Margaret Atwood oft als unmittelbarer Vorläufer der Entstehung des Genres genannt wird. Zu den prominenten Cli-Fi-Autoren seit 2010 gehören Kim Stanley Robinson, Richard Powers, Paolo Bacigalupi und Barbara Kingsolver. Die Veröffentlichung von Robinsons Das Ministerium für die Zukunft im Jahr 2020 trug zur Entstehung des Genres im engeren Sinne bei.
Das Genre ist mit Stand 2024 fast ausschließlich auf Literatur beschränkt, die in einer Vielzahl von Publikationen diskutiert wurde, darunter in der New York Times und dem Guardian. Listen mit Climate Fiction wurden von Organisationen wie Grist, Outside Magazine und der New York Public Library zusammengestellt. Wissenschaftler und Kritiker untersuchen den potenziellen Einfluss von Belletristik auf das breitere Feld der Klimakommunikation.

## Terminologie
Bloom verwendete den Begriff für seine Novelle „Polar City Red“, eine postapokalyptische Geschichte über Klimaflüchtlinge in Alaska im Jahr 2075, die kommerziell nicht erfolgreich war. Später gelangte der Begriff im April 2013 in die Mainstream-Medien, als der „Christian Science Monitor“ und NPR über eine neue literarische Bewegung von Romanen und Filmen berichteten, die sich mit dem vom Menschen verursachten Klimawandel befassen. Bloom kritisierte, dass seine Rolle bei der Prägung des Begriffs in diesen Artikeln nicht erwähnt wurde. Scott Thill schrieb 2014 in der HuffPost, dass er den Begriff 2009 popularisiert habe, inspiriert von der Mischung aus Wissenschaft und Fiktion in Franny Armstrongs Film The Age of Stupid.

## Geschichte
Jules Vernes Roman Der Schuss am Kilimandscharo aus dem Jahr 1889 beschreibt den Klimawandel als Folge der Neigung der Erdachse. In seinem posthumen Paris im 20. Jahrhundert, das 1883 geschrieben wurde und in den 1960er Jahren spielt, erlebt die gleichnamige Stadt einen plötzlichen Temperaturabfall, der drei Jahre anhält.
Laurence Mannings Fortsetzungsroman Der Jahrtausendschläfer aus dem Jahr 1933 gilt als exemplarisches Werk ökologischer Science-Fiction aus dem Goldenen Zeitalter. Es erzählt die Geschichte eines Mannes, der in verschiedenen zukünftigen Epochen aus einem Scheintod erwacht und von der Zerstörung des Erdklimas erfährt, die durch den übermäßigen Verbrauch fossiler Brennstoffe, die globale Erwärmung und die Entwaldung verursacht wird. Die Menschen der Zukunft bezeichnen die Menschen des 20. Jahrhunderts als „die Verschwender“. Sie haben Überindustrialisierung und Konsumismus aufgegeben, um in kleinen, autarken Dörfern rund um gentechnisch veränderte Bäume zu leben, die ihnen alles Lebensnotwendige liefern. Isaac Asimov schrieb es Der Jahrtausendschläfer zu, ihn 40 Jahre vor der allgemeinen Bekanntheit der Energiekrise in den 1970er Jahren auf die Energiekrise aufmerksam gemacht zu haben.
Frank Herberts Science-Fiction-Roman Dune aus dem Jahr 1965, der auf einem fiktiven Wüstenplaneten fiktiven Wüstenplaneten spielt, wurde aufgrund seiner Themen Ökologie und Umweltschutz als Pionier der Klimafiktion bezeichnet.
Octavia E. Butlers Die Parabel vom Sämann (1993) stellt sich eine nahe Zukunft für die Vereinigten Staaten vor, in der Klimawandel, Vermögensungleichheit und Unternehmensgier apokalyptisches Chaos verursachen.
Als der wissenschaftliche Erkenntnisse über die Auswirkungen des Verbrauchs fossiler Brennstoffe und den daraus resultierenden Anstieg der atmosphärischen CO2-Konzentrationen als „globale Erwärmung“ in die öffentliche und politische Arena gelangte, hielt der vom Menschen verursachte Klimawandel Einzug in fiktionale Werke. Susan M. Gaines’ Carbon Dreams (2000) war ein frühes Beispiel eines literarischen Romans, der „eine Geschichte über das verheerend ernste Problem des vom Menschen verursachten Klimawandels erzählt“. Er spielt in den 1980er Jahren und wurde veröffentlicht, bevor der Begriff „Cli-Fi“ geprägt wurde.
Ein frühes Werk der Climate-Fiction war Ein Freund der Erde (2000) in dem es um Auswirkungen des Klimawandels und Rückgang der Artenvielfalt geht sowie um den Kampf militanter Umweltschützer in den USA, die auch an sich selbst an Ignoranz, Heuchelei und Profitstreben scheiterten.
Margaret Atwood untersuchte das Thema in ihrer dystopischen Trilogie Oryx und Crake (2003), Das Jahr der Flut (2009) und MaddAddam (2013). In „Oryx und Crake“ präsentiert Atwood eine Welt, in der „soziale Ungleichheit, Gentechnologie und katastrophaler Klimawandel schließlich in einem apokalyptischen Ereignis gipfeln“. Der Protagonist des Romans, Jimmy, lebt in einer „Welt, die zwischen Firmengeländen“, Gated Communities, die zu Stadtstaaten geworden sind, und Plebslands – den „unsicheren, dicht besiedelten und verschmutzten“ städtischen Gebieten, in denen die Arbeiterklasse lebt – gespalten ist.
Der indische Schriftsteller Amitav Ghosh bezeichnete das, was er als mangelnde Berichterstattung über den Klimawandel in der zeitgenössischen Belletristik empfand, als „die große Umnachtung“ in seinem Buch Die große Verblendung. 2016 schrieb er: „Wenn bestimmte literarische Formen nicht in der Lage sind, diese Gewässer zu befahren, dann haben sie versagt – und ihr Versagen muss als ein Aspekt des umfassenderen imaginativen und kulturellen Versagens betrachtet werden, das im Zentrum der Klimakrise steht.“ In „The Anthropocene Unconscious: Climate Catastrophe Culture“ behauptet der Kritiker Mark Bould das Gegenteil, wenn er argumentiert: „Kunst und Literatur unserer Zeit sind voller Katastrophen, voller Wetter und Wasser, Wildheit und Seltsamkeit.“

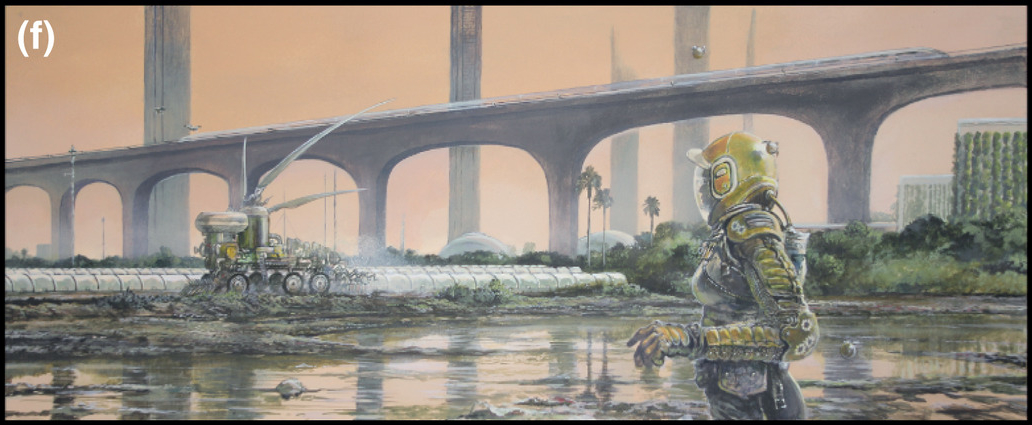
Spekulatives Kunstwerk, das die Landwirtschaft in Indien unter den Auswirkungen des Klimawandels im Jahr 2500 darstellt.

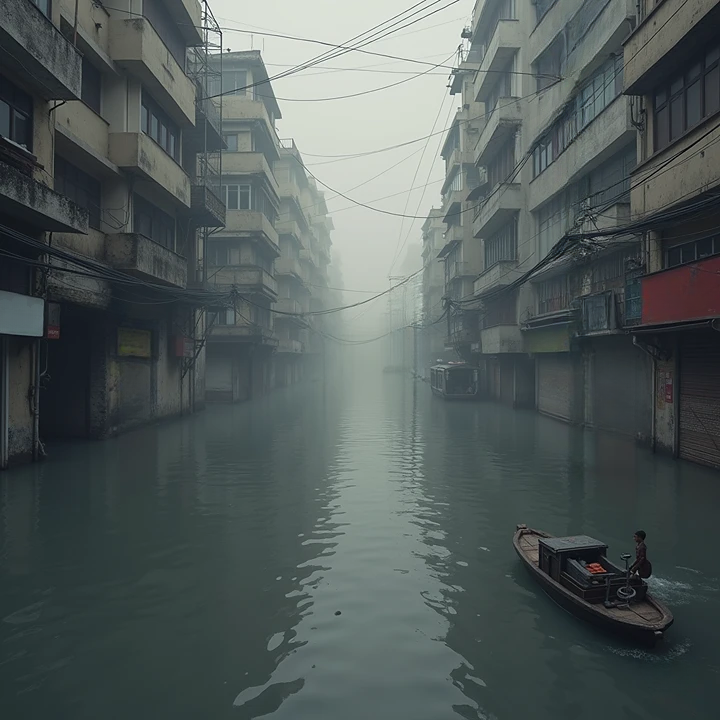
Illustration einer größtenteils verlassenen Stadt, die nicht genug Mittel hatte, um sich vor dem steigenden Meeresspiegel zu schützen – der Meeresspiegelanstieg ist ein Thema in vielen Werken der Klimafiktion

In den 2010er Jahren erlangte Klimafiktion größere Bekanntheit und Medienaufmerksamkeit. Kulturkritikerin Josephine Livingston bei The New Republic schrieb im Jahr 2020, dass „das letzte Jahrzehnt einen so steilen Anstieg anspruchsvoller ‚Cli-Fi‘ erlebt hat, dass einige Literaturpublikationen ihr mittlerweile ganze Sparten widmen. Angesichts der vielfältigen und fantasievollen Auseinandersetzung mit demselben Thema,  sei es in der Belletristik oder im Sachbuch, besteht die Herausforderung für Umweltautoren heute darin, sich von der Masse abzuheben (ganz zu schweigen von den Schlagzeilen)“. Als Beispiele nannte sie Jeff VanderMeers „Annihilation (VanderMeer novel)“ und Nathaniel Richs „Odds Against Tomorrow“.
In der afrikanischen Literatur wurden unter anderem Bücher wie Eclipse our sins von Tlotlo Tsamaase, It Doesn’t Have to Be This Way von Alistair Mackay und Noor von Nnedi Okorafor als Veröffentlichungen dieses Genres genannt.

## Themen

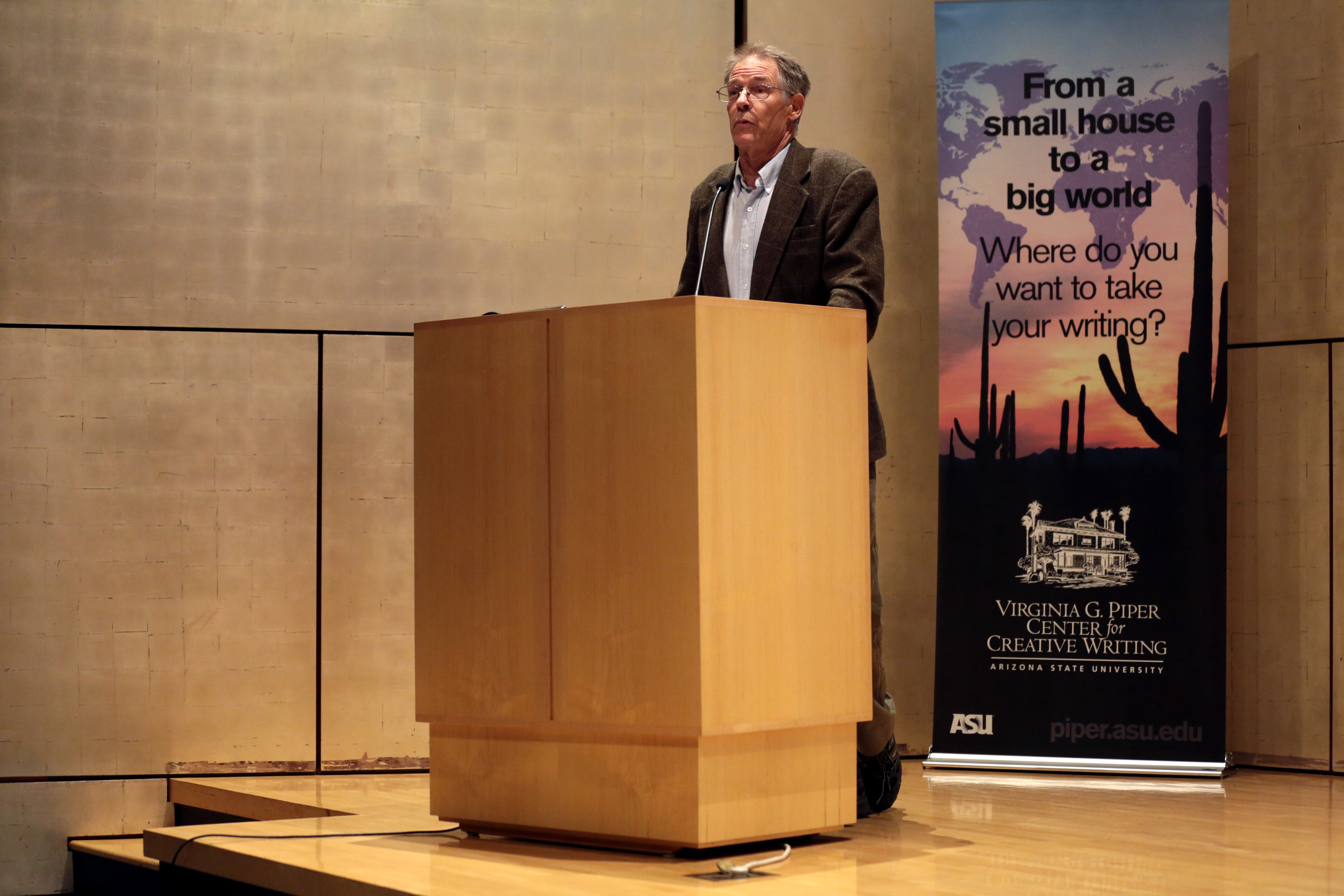
Kim Stanley Robinsons Science-Fiction-Werke beinhalten häufig die Reaktion der Gesellschaft auf den Klimawandel.

### Klimaanpassung
Der populäre Science-Fiction-Autor Kim Stanley Robinson beschäftigt sich seit Jahrzehnten mit diesem Thema, unter anderem in seiner Trilogie Science in the Capital, die in der nahen Zukunft spielt und die Teile Forty Signs of Rain (2004), Fifty Degrees Below (2005) und Sixty Days and Counting (2007) umfasst. Robert K. J. Killheffer schrieb in seiner Rezension zu „Fantasy & Science Fiction“: Forty Signs of Rain ist eine faszinierende Darstellung der Funktionsweise von Wissenschaft und Politik und ein dringender Aufruf an die Leser, sich der Bedrohung durch den Klimawandel zu stellen." Robinsons Roman zum Thema Klima mit dem Titel New York 2140 wurde im März 2017 veröffentlicht. Es zeichnet ein komplexes Porträt einer Küstenstadt, die teilweise unter Wasser liegt und sich dennoch kulturell und ökologisch erfolgreich an den Klimawandel angepasst hat.

### Klimaschutz
Der Roman Das Ministerium für die Zukunft spielt in der nahen Zukunft und handelt von einer im Rahmen des Pariser Abkommens gegründeten Organisation, deren Aufgabe es ist, sich für die zukünftigen Generationen der Weltbürger einzusetzen, als ob ihre Rechte genauso gültig wären wie die der heutigen Generation. Das Buch illustriert eine Gesellschaft, die sich verändert, um das Problem des Klimawandels weitgehend abzumildern. Der Sachbuchautor Bill McKibben schrieb das Buch sei „nicht utopisch, sondern antidystopisch und durch und durch realistisch ["realist to its core"]“.

### Apokalyptische Szenarien
In einigen Werken werden Klima-Apokalypse-Szenarien beschrieben. So wird beispielsweise in Der Sturm aus dem Nichts (1961) die Zivilisation durch anhaltende orkanartige Winde verwüstet, und The Drowned World (1962) beschreibt eine Zukunft mit geschmolzenen Polkappen und einem durch Sonneneinstrahlung verursachten Anstieg des Meeresspiegels. In Die Welt in Flammen (1964) ist die Klimakatastrophe menschengemacht, eine Dürre aufgrund von Störungen des Niederschlags Zyklus durch industrielle Verschmutzung. Margaret Atwood beschäftigte sich mit dem Thema in ihrer dystopischen Trilogie Oryx und Crake (2003), Das Jahr der Flut (2009) und MaddAddam (2013). In Oryx und Crake präsentiert Atwood eine Welt, in der „soziale Ungleichheit, Gentechnologie und katastrophaler Klimawandel schließlich in einem apokalyptischen Ereignis gipfeln“.
Das Buch Die Straße (2006) von Cormac McCarthy spielt nach einer nicht näher bezeichneten Apokalypse oder Umweltkatastrophe. Es wurde 2007 mit dem Pulitzer-Preis für Belletristik ausgezeichnet. Obwohl der Klimawandel nicht explizit erwähnt wird, wurde es vom Guardian als einer der besten Romane zum Klimawandel aufgeführt. und der Umweltschützer George Monbiot bezeichnete es als „das wichtigste Umweltbuch aller Zeiten“, da es eine Welt ohne Biosphäre darstellt.

## Auswirkungen
Es wurde vorgeschlagen, Universitätskurse zu Literatur und Umweltthemen könnten Belletristik zum Klimawandel in ihren Lehrplänen aufnehmen.
Viele Journalisten, Literaturkritiker und Wissenschaftler haben über den möglichen Einfluss von Klimafiktion auf die Überzeugungen ihrer Leserinnen und Leser spekuliert. Zum Stand 2024 bei dem Klimafiktion größtenteils auf Literatur beschränkt ist haben sich drei empirische Studien mit dieser Frage befasst.
Ein kontrolliertes Experiment ergab, dass das Lesen von Klimafiktions-Kurzgeschichten „kleine, aber signifikante positive Auswirkungen auf mehrere wichtige Überzeugungen und Einstellungen zur globalen Erwärmung hatte – beobachtet unmittelbar nach der Lektüre der Geschichten“, obwohl „diese Effekte nach einem Monat statistisch nicht mehr signifikant waren“. Die Autoren weisen jedoch darauf hin, dass „die Auswirkungen einer einmaligen Exposition in einer künstlichen Umgebung eine Untergrenze der Auswirkungen in der realen Welt darstellen können. Das Lesen von Klimafiktion in der realen Welt beinhaltet oft mehrere Expositionen und längere Erzählungen“, wie beispielsweise Romane, „was zu größeren und länger anhaltenden Auswirkungen führen kann“.
Eine Leserumfrage ergab, dass Leser von Klimafiktion „jünger, liberaler und besorgter über den Klimawandel sind als Nichtleser“ und dass Klimafiktion „besorgte Leser an die Schwere des Klimawandels erinnert und sie gleichzeitig dazu anregt, sich eine ökologische Zukunft vorzustellen und die Auswirkungen des Klimawandels auf menschliches und nichtmenschliches Leben zu bedenken“. Die aus dem geschärften Bewusstsein der Leser resultierenden Handlungen zeigen jedoch, dass Bewusstsein nur so wertvoll ist wie die kulturellen Botschaften über mögliche Maßnahmen, die im Umlauf sind. Darüber hinaus deuten die Reaktionen einiger Leser darauf hin, dass Werke der Klimafiktion dazu führen könnten, dass manche Menschen den Klimawandel mit sehr negativen Emotionen assoziieren, was sich als kontraproduktiv für Bemühungen um Umweltengagement oder Überzeugungsarbeit erweisen könnte.
Schließlich ergab eine Studie zum populären Roman Das Wassermesser von Paolo Bacigalupi, dass Klimafiktion, die in einer dystopischen Zukunft spielt, den Leser wirksam über Klimaungerechtigkeit aufklären und dazu anregen kann. Die Ergebnisse deuten jedoch darauf hin, dass dystopische Klimanarrative zur Unterstützung reaktionärer Reaktionen auf den Klimawandel führen könnten.